# 一華ひかり
一華 ひかり（いちか ひかり、1995年〈平成7年〉10月18日 - ）は、日本のシンガーソングライター、YouTuber。千葉県市川市出身。

## 来歴
2018年春、大学卒業と同時に一般企業に入社するもそれが天職とは感じられず、兼ねてより憧れを抱いていた芸能界に転身することを決意し退社。ポーラスター東京アカデミーにて演技指導を受けたのち、2019年6月、縁あってアーティストHikariとしてMusicBank合同会社に在籍。その頃から約1年、動画配信アプリ”ミクチャ”のアーティストライバーとして活動。
2020年、コロナ禍で外出自粛の中YouTubeでNovelbrightに出会う。彼らの路上ライブ映像をみて即座に自らも路上ライブ活動開始を決意。そして2020年6月27日、千葉駅駅頭にて初の路上ライブを敢行。
世にHikari(ひかり)という名前の方が多いことに気づき、埋没してしまう可能性を考えて改名を決意。2020年10月1日、一華ひかりへの改名と同時に新宿駅前にて初の路上ライブを開催。2020年末にMusicBank合同会社を離れた後はセルフプロデュースの道へ。
2021年、コロナ禍の一進一退に伴い活動が思うに任せないながらも路上ライブを「全国練磨修行の旅」と位置づけ日本国内全都道府県での開催を目指すなど、地道に活動を続けていた。そんな中同年10月17日の初ワンマンライブを目前に控えた10月15日、新宿駅前の路上ライブ中にNovelbrightボーカルの竹中雄大が偶然プライベートで通りかかる。動揺しながらも機転を利かし、幾たびとなくカバーしてきた彼の代表曲を披露することで運命を手繰り寄せ奇跡の路上コラボが実現。その模様が竹中雄大自身、そしてファンのYouTubeチャンネルを通じて拡散されるや、持ち前のクリアボイス、力強い歌唱力も相まって人気急上昇。2022年4月1日、公式ファンクラブ]を立ち上げたり、同年5月14日、渋谷ストリーム ホールでの自身初のホールワンマンライブを企画するなどしている。

## 人物
- 幼少のころに観劇した劇団四季のライオンキングに感銘を受け、芸能界に憧れを抱いた。
- 学生時代には剣道、バレーボール、競技チアダンスなどを経験。コロナで外出自粛していた時にはランニングに打ち込み「コロナ痩せ」するなど、スポーツウーマン的な面も。
- 婦警になりたかったため大学は法学部を選んだ。
- 身長は164cm。血液型はB型。
- 男性のタイプはバンパイアみたいな人[3]。
- 2022年4月時点、sonar-u／Mudia×あさがやドラム 共同開催で毎月第3水曜に行われる女性シンガーイベント「みやびや歌」にMC兼シンガーとして毎回出場中。
- ファンネーム「ヒカリス」(HIKARIS)は、ファンの一人が「ひかりリスナー」をもじって命名したもの。
- 将来武道館ライブおよびドームツアーを開催することが目標[3]と公言していたが、2022年3月には2年以内にメジャーデビューするという新たな目標を掲げた[6]。
- 物心つく前からペットに囲まれて暮らしてきた。現在も自宅でモルモットやグッピーと同居。実家には最愛の猫たちが待っている。
- ソロ活動のほか、中元さくら、なかたかな、美月まりもらと結成したダンスボーカルユニット「CRoss」としても活動中。

## ディスコグラフィ

### アルバム
| #   | 発売日         | タイトル | 収録曲                     | 収録曲     | 収録曲          | 収録曲     | 収録曲     | 備考                      |
| #   | 発売日         | タイトル | 曲名                       | 作詞       | 作曲            | 編曲       | Rec&Mix    | 備考                      |
| --- | -------------- | -------- | -------------------------- | ---------- | --------------- | ---------- | ---------- | ------------------------- |
| 1st | 2021年10月17日 | sou      | Cheering Blossom           | 一華ひかり | 澪七(Mina)      | 澪七(Mina) | 澪七(Mina) | 2021年11月6日サブスク配信 |
| 1st | 2021年10月17日 | sou      | 貴方の傘になるから         | 一華ひかり | 一華ひかり      | Kay        | 澪七(Mina) | 2021年11月6日サブスク配信 |
| 1st | 2021年10月17日 | sou      | 碧空みあげて               | 一華ひかり | 一華ひかり      | Kay        | 澪七(Mina) | 2021年11月6日サブスク配信 |
| 1st | 2021年10月17日 | sou      | また会う日まで             | 一華ひかり | 澪七(Mina)      | 澪七(Mina) | 澪七(Mina) | 2021年11月6日サブスク配信 |
| 1st | 2021年10月17日 | sou      | キミと夏を過ごしたい       | 一華ひかり | 澪七(Mina)      | 澪七(Mina) | 澪七(Mina) | 2021年11月6日サブスク配信 |
| 1st | 2021年10月17日 | sou      | ポップコーンとペットボトル | 一華ひかり | 澪七(Mina)      | 澪七(Mina) | 澪七(Mina) | 2021年11月6日サブスク配信 |
| 1st | 2021年10月17日 | sou      | Check mate:                | 一華ひかり | 澪七(Mina)      | 澪七(Mina) | 澪七(Mina) | 2021年11月6日サブスク配信 |
| 1st | 2021年10月17日 | sou      | Stand up                   | 一華ひかり | 一華ひかり      | draw       | 澪七(Mina) | 2021年11月6日サブスク配信 |
| 1st | 2021年10月17日 | sou      | 心臓-cocoro-               | 一華ひかり | 澪七(Mina)      | 澪七(Mina) | 澪七(Mina) | 2021年11月6日サブスク配信 |
| 1st | 2021年10月17日 | sou      | 光-誕生とありがとう-       | 一華ひかり | Takuro Kuwamura | -          | -          | 2021年11月6日サブスク配信 |

### シングル
| #   | 発売日              | 曲名                 | 作詞       | 作曲            | 編曲       | 収録アルバム | 備考              |
| --- | ------------------- | -------------------- | ---------- | --------------- | ---------- | ------------ | ----------------- |
| 1st | 2020年8月25日       | 光-誕生とありがとう- | 一華ひかり | Takuro Kuwamura | -          | sou          |                   |
| 2nd | 2021年2月27日       | 碧空みあげて         | 一華ひかり | 一華ひかり      | Kay        | sou          |                   |
| 3rd | 2021年4月1日        | Cheering Blossom     | 一華ひかり | 澪七(Mina)      | 澪七(Mina) | sou          |                   |
| 4th | 2021年5月10日       | 貴方の傘になるから   | 一華ひかり | 一華ひかり      | Kay        | sou          |                   |
| 5th | 2021年7月22日       | キミと夏を過ごしたい | 一華ひかり | 澪七(Mina)      | 澪七(Mina) | sou          |                   |
| 6th | 2022年4月15日(配信) | 人魚姫               | 一華ひかり | 澪七(Mina)      | -          | -            | 2022年2月20日発表 |
| -   | (未定)              | 永遠に               | 一華ひかり | 一華ひかり      | -          | -            | 2022年3月21日発表 |
| 7th | 2022年5月1日(配信)  | ソファ               | 一華ひかり | TOMI            | 志賀匡則   | -            | 2022年4月24日発表 |

## ワンマンライブ
| #   | 開催日         | タイトル             | 開催場所              | Opening Act                         | 備考             |
| --- | -------------- | -------------------- | --------------------- | ----------------------------------- | ---------------- |
| 1st | 2021年10月17日 | F＊f                 | 新宿 SUN FACE         | REDIANT SOWIL ／ 澪七(Mina) ／ 茉白 |                  |
| -   | 2022年1月30日  | オフ会＆ミニワンマン | 池袋 Only You         | -                                   |                  |
| 2nd | 2022年2月20日  | Ready go!! in TOKYO  | 新宿 SUN FACE         | 中元さくら                          |                  |
| 3rd | 2022年3月21日  | Ready go!! in OSAKA  | SOUNDNOTE OSAKA       | 東雲蓮                              |                  |
| 4th | 2022年5月14日  | - 囁き -             | 渋谷ストリーム ホール | Give U Honey ／ あおい。            | 初のホールライブ |

## 出演

### ラジオ
- ガリバー宇田川のBIG FISH FACTORY（2021年5月24日~29日、エフエムたいはく| エフエムいわぬま | BAY WAVE | 仙台ラジオ3 | FM AZUR | FMいずみ | エフエムモットコム | FM石巻 | FMゆーとぴあ ）

### ステージ
- あさがや秋の文化祭～ストリートライブ＆ハンドメイド （2021年11月27日）
- 第4回 姫音祭 （2021年11月28日、兵庫県姫路市 大手前公園）[8]
- ヨコスカ街なかミュージックライブ （2021年12月2日）[9]
- 第13回 味の素スタジアム感謝デー （2022年2月11日、味の素スタジアム）[10]

## ミュージックビデオ
| 公開日         | タイトル         |
| -------------- | ---------------- |
| 2021年3月21日  | CHEERING BLOSSOM |
| 2021年10月24日 | 心臓-cocoro-     |